# Paul N.J. Ottosson
Paul N. J. Ottosson, all'anagrafe Nils Jörgen Paul Ottosson (Lönsboda, 25 febbraio 1966), è un montatore e tecnico del suono svedese.

## Filmografia parziale
- Jack Frost (1998)
- Il Re Scorpione (The Scorpion King), regia di Chuck Russell (2002)
- Spider-Man 2, regia di Sam Raimi (2004)
- Spider-Man 3, regia di Sam Raimi (2007)
- The Hurt Locker, regia di Kathryn Bigelow (2008)
- 2012, regia di Roland Emmerich (2009)
- Anonymous, regia di Roland Emmerich (2011)
- Men in Black 3, regia di Barry Sonnenfeld (2012)
- Zero Dark Thirty, regia di Kathryn Bigelow (2012)

## Riconoscimenti
Premio Oscar
- 2005 - Candidatura come miglior montaggio sonoro per Spider-Man 2
- 2010 - Miglior sonoro per The Hurt Locker
- 2010 - Miglior montaggio sonoro per The Hurt Locker
- 2013 - Miglior montaggio sonoro per Zero Dark Thirty